# Vito Gamberale
Vito Alfonso Gamberale (Castelguidone, 3 agosto 1944) è un dirigente pubblico e privato italiano.

## Biografia
Cresciuto ad Agnone, in Molise, dopo la laurea in Ingegneria Meccanica, conseguita nel 1968 presso l'Università La Sapienza di Roma, inizia a svolgere attività didattica come assistente alla cattedra di Impianti Meccanici.
Dal 1968 al 1969 lavora all'Anic (società del gruppo Eni) di Milano, per poi lavorare all'Istituto Mobiliare Italiano fino al 1977 dove si occupa di valutazione di imprese nei settori tessile, dell'abbigliamento, siderurgico, meccanico.
Nel 1977 nasce la figlia Chiara, che da adulta diventerà scrittrice.
Lavora, dal 1977, in GEPI Società per le Gestioni e Partecipazioni Industriali fino al 1984, come responsabile per le acquisizioni e le privatizzazioni. Successivamente torna al gruppo Eni, questa volta per ricoprire incarichi al vertice in aziende controllate dalla capogruppo, e porta a termine la privatizzazione del settore tessile/abbigliamento/minerario/metallurgico.

### Telecom Italia
Nel 1991 lascia il settore petrolifero per entrare nel gruppo STET, società pubblica dell'IRI, venendo nominato Amministratore delegato di SIP..
Nel 1995 guida la nascita di Telecom Italia Mobile, di cui diviene il primo Amministratore Delegato, guidando la società attraverso un impegnativo sviluppo all'estero e portandola ad affermarsi, alla fine del 1998, come una delle maggiori società operanti nel settore della telefonia mobile a livello mondiale. Lascia il Gruppo, con la responsabilità di Direttore Generale di Telecom Italia.

### Autostrade
Nel 1998 entra nel gruppo Benetton con l'obiettivo di partecipare alla privatizzazione di Autostrade. Inizialmente diventa vicepresidente di 21 Investimenti SpA, società di partecipazioni industriali controllata oltre che da Benetton, anche da Banca Intesa, Deutsche Bank e Generali. Nel 2000 diventa Amministratore Delegato di Autostrade – ricoprendo l'incarico fino al 2006. Sotto la sua gestione, l'EBITDA del gruppo passa da 1 a 2 miliardi di euro. Dopo che la proprietà annuncia il progetto di fusione con la società spagnola Abertis, lascia la posizione, non condividendo l'operazione. La sua liquidazione dalla Telecom fu di 9 miliardi di lire lordi. Dodici milioni di euro, invece, la buonuscita da Autostrade.
Nel 2006 ha avuto una breve esperienza come vicecommissario della Federcalcio, durante la gestione di Guido Rossi.

### F2i
A metà degli anni 2000 inizia a lavorare alla creazione di un fondo di investimento nel settore delle infrastrutture, che viene, su richiesta delle principali istituzioni finanziarie del Paese, impostato ecostituito nel gennaio 2007: F2i SGR S.p.A., che si occupa essenzialmente di investimenti di lungo periodo (massimo 15 anni) nel settore delle infrastrutture in Italia. Col lancio del 2° fondo e con il suo eventuale completamento, F2i sarebbe, oggi, il più importante Fondo Infrastrutturale prettamente europeo.
Nel 2007 riceve la laurea honoris causa in Ingegneria delle telecomunicazioni dall'Università degli Studi di Roma "Tor Vergata", Roma.
È stato promotore e Presidente dell'associazione Amici della Speranza, onlus in supporto al reparto di ematologia dell'Ospedale San Giovanni di Roma, confluita poi in RomAil, di cui è stato Consigliere fino alle dimissioni nel febbraio 2021.
Si è dimesso da F2i nell'ottobre 2014, dopo oltre 7 anni di gestione, caratterizzata da risultati importanti in termini di acquisizioni e ritorni per gli investitori.

### Dal 2014 ad oggi
Da ottobre 2014 a febbraio 2016, Gamberale ha assunto l'incarico di Presidente del Gruppo PSC, società operante in Italia nel settore dell'impiantistica tecnologica di edifici, metropolitane, ferrovie ed autostrade.
Per un breve periodo, da luglio 2015 alla fine del 2016, ha inoltre ricoperto la carica di Presidente di Grandi Lavori Fincosit, società fondata nel 1905 che opera nelle infrastrutture, lavori marittimi e edilizia.
Dal luglio 2015 al settembre 2018 Presidente di Quercus Assets Selection, gruppo specializzato nell'ambito infrastrutturale connesso alle energie rinnovabili.
Da giugno 2015 Vito Gamberale è presidente e azionista di Iterchimica, azienda italiana che opera in oltre 90 Paesi nel comparto degli additivi per asfalti.
Nel febbraio del 2020 ha fondato e ha assunto la carica di Presidente di ITEЯ Capital Partners.

## Riconoscimenti
- Nel 2003 Vito Gamberale è stato insignito del Premio Rotary Club di Campobasso[13].
- Nel 2003 gli viene conferito il Premio MAIELLA, destinato agli abruzzesi e molisani che si sono distinti “fuori regione” in vari campi di attività[14].
- Nel 2011, in qualità di Amministratore Delegato di F2i, gli viene assegnato il Premio Manager Utility 2011 Energia[15].
- Nel 2012 la Camera di Commercio di Chieti conferisce a Vito Gamberale un premio speciale per quanto fatto nel settore delle comunicazioni[16][17].

## Vicende giudiziarie
Il 27 ottobre 1994 Vito Gamberale viene arrestato con l'accusa di abuso d'ufficio e concussione, ma viene successivamente assolto con formula piena. L'arresto fa nascere spontaneamente un movimento d'opinione che coinvolge anche l'allora Presidente della Repubblica Oscar Luigi Scalfaro, manager, parlamentari dell'intero arco costituzionale, semplici cittadini. Dopo l'assoluzione gli viene riconosciuto il più alto risarcimento, da parte dello Stato, per aver subito un grave errore giudiziario. Dalla vicenda, la figlia Chiara Gamberale – scrittrice – all'epoca sedicenne, trae ispirazione per scrivere il proprio romanzo d'esordio, Una vita sottile (Marsilio, 1999), divenuto anche fiction RAI.
Il 15 maggio 2012 è stato indagato – e poi prosciolto perché “il fatto non sussiste” – per cessione di quote della società Sea a F2I con l'accusa di turbativa d'asta.
Il 24 ottobre 2014 il Gup di Milano ha prosciolto Gamberale e il senior partner di F2i, Mauro Maia.